# Manx (Katze)
| Manx                         | Manx                        |
| Weibliche Manx-Katze         | Weibliche Manx-Katze        |
| Standard Nr.                 | Standard Nr.                |
| ---------------------------- | --------------------------- |
| Schulterhöhe                 |                             |
| Länge                        |                             |
| Gewicht                      | Kater: 5,5 kg Katze: 3,5 kg |
| erlaubte Farben              |                             |
| nicht erlaubte Farben        |                             |
| erlaubte Fellzeichnung       |                             |
| nicht erlaubte Fellzeichnung |                             |
| Liste der Katzenrassen       |                             |

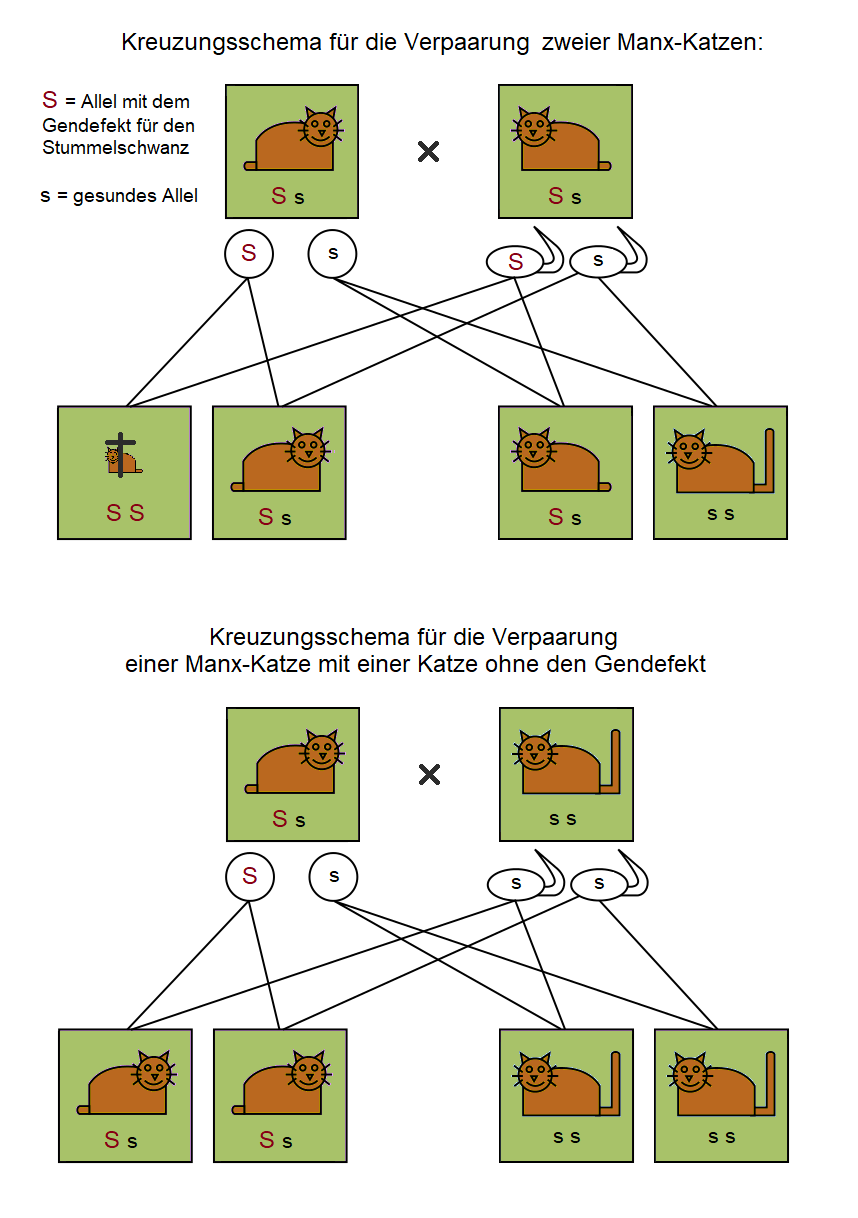
Oben:
Erbschema verbotene Verpaarung.
Unten:
Erbschema erlaubte Verpaarung

Manx ist eine Katzenrasse, die sich von fast allen übrigen Katzen dadurch unterscheidet, dass sie keinen Schwanz hat. Dieses Merkmal entstand ursprünglich als spontane Genmutation, wird aber heute durch Züchter selektiv gefördert. Die Manx-Katze lebt bereits seit Jahrhunderten auf der in der Irischen See liegenden Insel Man.

## Schwanzlosigkeit
Die Schwanzlosigkeit der Manx-Katze ist auf eine Genmutation zurückzuführen, die sich vermutlich durch Selektion in der Isolation infolge extremer Inzucht in einer relativ in sich abgeschlossenen Region (Insel) erhalten hat (Genetischer Flaschenhals). Neben der Schwanzlosigkeit bestehen Skelett- und manchmal auch noch weitere Fehlbildungen. Manx-Katzen mit verkürzten Schwänzen sind anfällig für stark schmerzhafte Arthritis und Erkrankungen des Magen-Darm-Traktes. Das Gen, das für die Schwanzlosigkeit verantwortlich ist, kann das Wachstum des Rückgrats beeinflussen. Dann kann es zur Ausbildung eines offenen Rückens (Spina bifida) kommen. Manx-Katzen sind in dem mutierten Gen „M“ immer mischerbig, bei ihnen liegt daher die Kombination „Mm“ vor. Der Erbgang ist einfach autosomal dominant mit unvollständiger Penetranz und variabler Expressivität. Bei Tieren mit der reinerbigen Gen-Kombination „MM“ sterben die Föten schon im Mutterleib – es handelt sich bei der Schwanzlosigkeit also um einen rezessiven Letalfaktor. Damit in der Zucht gewährleistet ist, dass keine reinerbigen Tiere erzeugt werden, ist in den Zuchtvereinen normalerweise eine Verpaarung Manx × Manx nicht erlaubt. Man braucht zur Zucht immer noch eine sog. „Outcross“-Rasse, in der Regel Britisch Kurzhaar.

## Merkmale
Die Schwanzlosigkeit und der Körperbau führen nicht nur zu dem für die Manx-Katze typischen hoppelnden Gang, wie man ihn von Kaninchen kennt, sondern auch zu gesundheitlichen Problemen. Zudem haben Manx-Katzen wegen des fehlenden Schwanzes ein schlechteres Gleichgewichtsgefühl als ihre Artgenossen, weshalb sie auch schlechtere Kletterer sind.
Man unterscheidet Manx-Katzen in Rumpies, Stumpies und Tailies. Rumpies sind völlig schwanzlos, im Gegensatz zu Stumpies, die immerhin einen kleinen Stummel an ihrem Hinterteil besitzen. Bei Tailies tritt ein fast natürlicher Schwanz auf. In ihrer Erscheinung ist diese Katze rund und kompakt: Sie hat einen runden Kopf mit einer runden Schnauze sowie große, runde Augen und einen kurzen Rücken, der bogenförmig zum abgerundeten Hinterteil verläuft.

## Zuchtstandards
Dem Zuchtstandard nach sollte das Hinterteil einer Manx-Katze höher sein als die Schultern. Die Tiere sollen komplett schwanzlos sein, und dort, wo der Schwanz eigentlich säße, dürfen sich keine Knorpel, Knochen oder ähnliches befinden. Das Fell sollte doppelt gelegt sein und sich wie ein weiches Polster anfühlen, wobei das Unterfell kürzer als das Oberfell sein muss.
Eine verwandte Rasse ist die Cymric. Diese hat ein mittellanges Fell, dessen Haare von der Schulter nach hinten länger werden. Die Manx wurde bereits in den 1960er Jahren von der britischen GCCF als Rasse anerkannt, einige Verbände verweigern dies aber bis heute.

## Qualzucht
Nach einem 1999 im Auftrag des zuständigen Bundesministeriums erstellten Gutachten stellt die Manx-Katze eine Qualzucht nach § 11b des deutschen Tierschutzgesetzes dar. Die Zucht und Ausstellung dieser Rasse ist in Deutschland daher aus Tierschutzgründen de facto verboten.
Auch durch Artikel 10 des im Jahre 2005 revidierten Schweizer Tierschutzgesetzes kann die Zucht von Tieren mit bestimmten Merkmalen verboten werden. Dabei sind insbesondere Züchtungen verboten, „bei denen damit gerechnet werden muss, dass erblich bedingt Körperteile oder Organe für den arttypischen Gebrauch fehlen oder umgestaltet sind und dem Tier hierdurch Schmerzen, Leiden oder Schäden entstehen“.
In Österreich verbietet § 5 Abs. 2 des Bundestierschutzgesetzes Züchtungen, „die für das Tier oder dessen Nachkommen mit starken Schmerzen, Leiden, Schäden oder mit schwerer Angst verbunden sind.“ Ob die Manx-Katze darunter fällt, ist umstritten.
Verschiedene Tierschutzvereinigungen kritisieren die Züchtung von Manx-Katzen überdies scharf. Dennoch wird sie weiterhin, vor allem in Großbritannien und Skandinavien, als Rasse gezüchtet.

## Gesundheitsprobleme
Nach einem Gutachten der Sachverständigengruppe Tierschutz und Heimtierzucht beim zuständigen deutschen Bundesministerium leidet die Rasse unter massiven Gesundheitsproblemen, woraus sich die Einstufung als Qualzucht ergibt. Aufgrund der Genetik sind diese Beeinträchtigungen extrem häufig und betreffen nicht nur einzelne Exemplare, zwei Drittel der lebend geborenen Tiere kommen behindert zur Welt.
Wirbelmissbildungen sind häufig, teils mit massiven Defekten im Bereich des Beckens und des Rückenmarks, neurologischen Ausfallerscheinungen, Enddarmschädigungen. Spina bifida, Harn- und Kotinkontinenz, Fistelbildung zwischen Darm und Scheide, Fehlen der Afteröffnung sind keine Seltenheit. Weitere Krankheitsbilder sind Exophthalmus (hervortretende Augen) und Gehirnmissbildungen. Völlig schwanzlose Tiere sind im Beckenbereich extrem schmerzempfindlich.
Bei der ähnlichen Cymric ist mit den gleichen Gesundheitsproblemen zu rechnen.